# Deinopis fasciculigera
Deinopis fasciculigera är en spindelart som beskrevs av Simon 1909. Deinopis fasciculigera ingår i släktet Deinopis och familjen Deinopidae.
Artens utbredningsområde är Vietnam. Inga underarter finns listade i Catalogue of Life.